# Bierzwnik (wieś)
Bierzwnik (niem. Marienwalde) – wieś gminna w Polsce położona w województwie zachodniopomorskim, w powiecie choszczeńskim, siedziba gminy Bierzwnik.
Wieś tworzy sołectwo razem z kolonią Smędowa.
W latach 1954–1972 wieś należała i była siedzibą władz gromady Bierzwnik. W latach 1975–1998 miejscowość administracyjnie należała do województwa gorzowskiego. W roku 2007 wieś liczyła 1152 mieszkańców.

## Geografia
Wieś leży około 26 km na południowy wschód od Choszczna, przy drodze wojewódzkiej nr 160, nad jeziorem Kuchta, w pobliżu jezior Myśliwskiego i Bierzwnik na Pojezierzu Dobiegniewskim.

## Zabytki
Do wojewódzkiego rejestru zabytków wpisane jest
- opactwo cystersów – zespół klasztorny cystersów z lat 1347–1355 oraz z XV wieku, w skład którego wchodzą:
  - kościół pod wezwaniem Matki Boskiej Szkaplerznej, obecnie parafialny rzymskokatolicki, należący do dekanatu Drawno, archidiecezji szczecińsko-kamieńskiej
  - klasztor, skrzydło wschodnie i południowe z XV wieku, obecnie plebania
  - ruina browaru, spichrza.

## Edukacja, kultura, sport
W Bierzwniku znajduje się Zespół Szkolno-Przedszkolny im. Dziedzictwa Cystersów Bierzwnickich, Gminny Ośrodek Pomocy Społecznej, Gminny Ośrodek Kultury i Sportu oraz Gminna Biblioteka Publiczna.